# Oglasa
L'Oglasa è un traghetto appartenente alla compagnia di navigazione italiana Toremar.

## Caratteristiche
Terzo di una serie di quattro unità gemelle costruite dai Cantieri navali del Tirreno e Riuniti a Palermo, dispone di servizi essenziali in virtù dei servizi locali coperti: bar, area giochi per bambini, sala poltrone e solarium sul ponte esterno. Gli ambienti interni sono inoltre dotati d'impianto d'aria condizionata. La capacità di trasporto è pari a 537 passeggeri e 101 automobili.
La propulsione è affidata a una coppia di motori GMT da 18 cilindri in grado di erogare una potenza complessiva di 5.560 kW; la velocità massima raggiungibile è pari a 18 nodi.

## Servizio
Varato il 22 marzo 1980 nei Cantieri Navali del Tirreno Riuniti di Palermo con il nome di Oglasa insieme al gemello Marmorica e consegnato il 6 luglio successivo alla Toremar, prende servizio il 15 luglio nei collegamenti tra Piombino e Portoferraio, dove opera tutt'oggi.
Negli anni, è stato saltuariamente impiegato anche nei collegamenti tra Livorno-Gorgona, Capraia e Portoferraio.

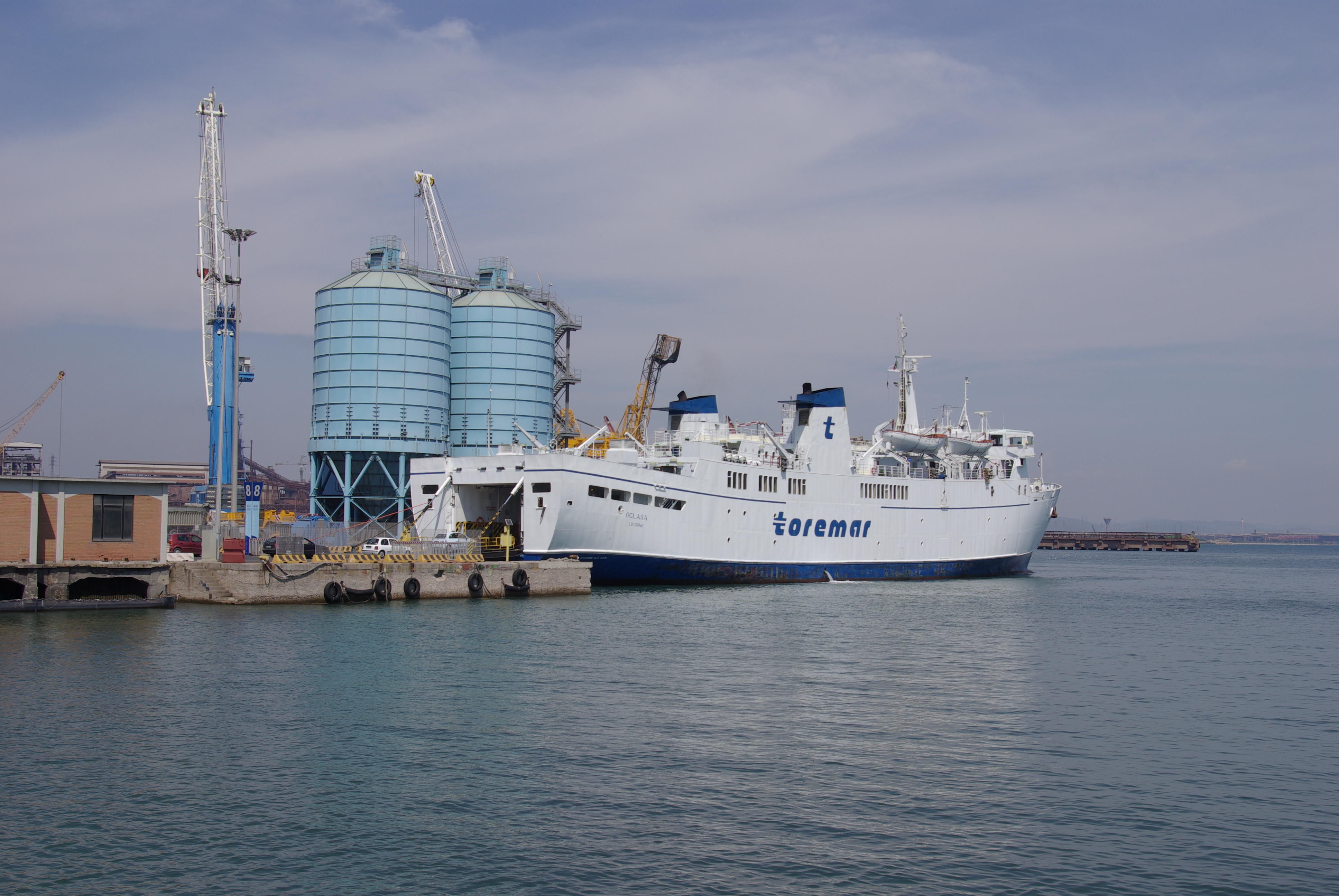
L'Oglasa ormeggiato a Piombino nel 2009.

Nella stagione estiva 2011 rimane in disarmo a Livorno a causa di un grave guasto in sala macchine.
L'11 aprile 2012 viene trasferito ai cantieri navali Palumbo di Napoli, dove viene sottoposto a lavori di ristrutturazione e riverniciato con la nuova livrea Toremar. Dall'11 giugno torna in servizio sulla Piombino-Portoferraio.

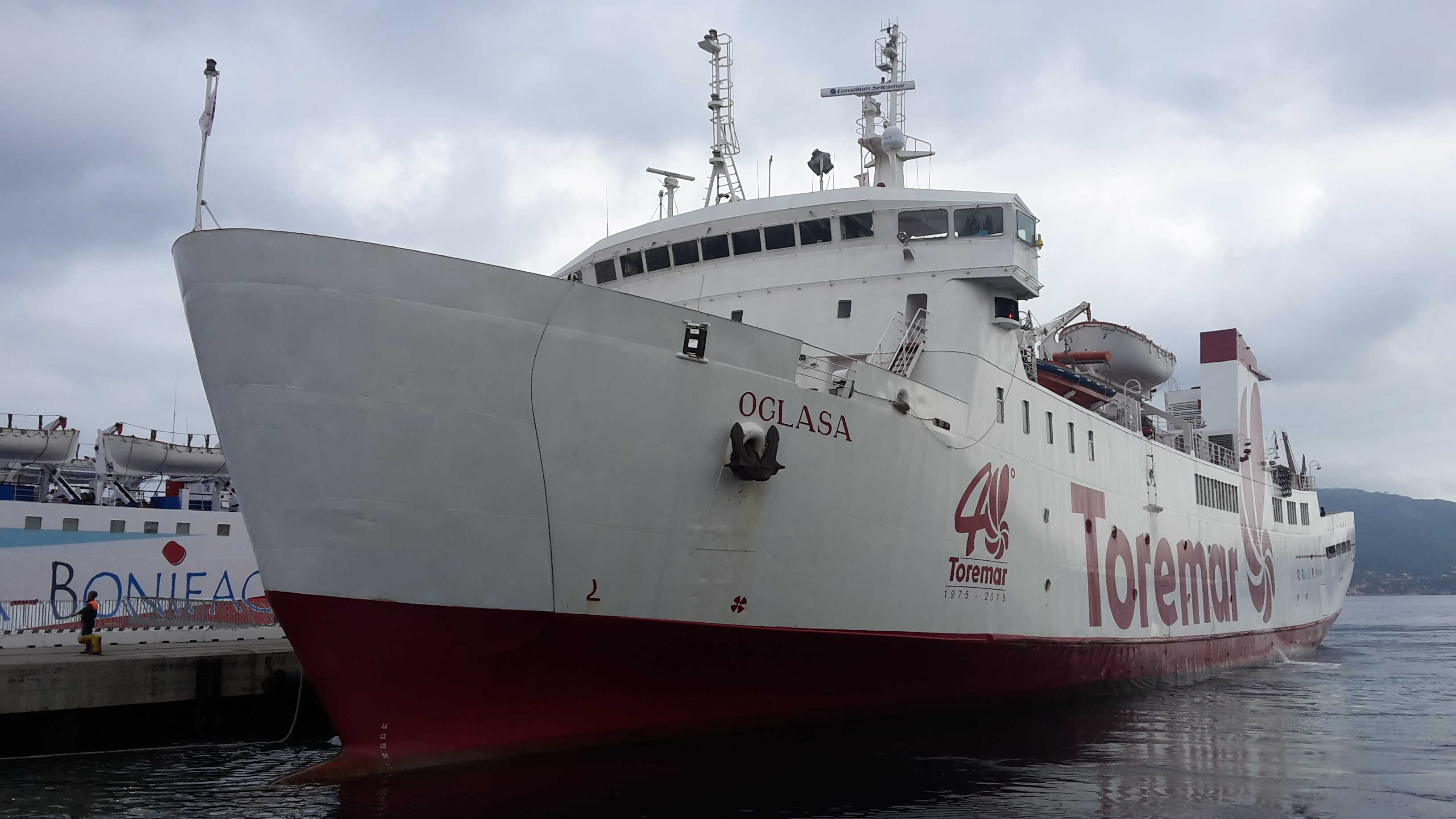
L'Oglasa in arrivo a Portoferraio nel 2015.

## Incidenti
La sera dell’8 gennaio 2010, durante la navigazione verso Piombino con mare calmo ed in assenza di vento, a circa 2 miglia da Punta della Rocchetta, entra in collisione con la general cargo Ocean Drop, riportando lievi danni alla prua e, necessitando di riparazioni,  viene trasferito ai cantieri di Livorno.
Il 6 ottobre 2012 , durante le manovre di ormeggio nel porto di Piombino, urta contro la banchina, riportando uno squarcio di mezzo metro sulla fiancata, al di sopra della linea di galleggiamento; i 236 passeggeri a bordo non hanno riportato alcuna conseguenza.
Un analogo incidente si è verificato durante l'ormeggio a Portoferraio la sera del 29 gennaio 2023; circa 10 persone sono state soccorse dai volontari del 118 e refertati presso l'ospedale di Portoferraio, mentre il traghetto è stata sostituito dal giorno successivo dal Bastia di Moby.

## Navi gemelle
- Cossyra (ex Piero della Francesca)
- Pietro Novelli
- Marmorica